# 1L-mio-inozitol 1-fosfat citidililtransferaza
1L-mio-inozitol 1-fosfat citidililtransferaza (EC 2.7.7.74, CTP:inozitol-1-fosfat citidililtransferaza (bifunkcionalan CTP:inozitol-1-fosfat citidililtransferaza/CDP-inozitol:inozitol-1-fosfat transferaza (IPCT/DIPPS)), IPCT (bifunkcionalan CTP:inozitol-1-fosfat citidililtransferaza/CDP-inozitol:inozitol-1-fosfat transferaza (IPCT/DIPPS)), L-mio-inozitol-1-fosfat citidililtransferaza) je enzim sa sistematskim imenom CTP:1L-mio-inozitol 1-fosfat citidililtransferaza. Ovaj enzim katalizuje sledeću hemijsku reakciju
CTP + 1-mio-inozitol 1-fosfat {\displaystyle \rightleftharpoons } difosfat + CDP-1L-mio-inozitol
U mnogim organizmima ovaj enzim je bifunkcionalan.

## Literatura
- Nicholas C. Price; Lewis Stevens (1999). Fundamentals of Enzymology: The Cell and Molecular Biology of Catalytic Proteins (Third изд.). USA: Oxford University Press. ISBN 019850229X.
- Eric J. Toone (2006). Advances in Enzymology and Related Areas of Molecular Biology, Protein Evolution (Volume 75 изд.). Wiley-Interscience. ISBN 0471205036.
- Branden C; Tooze J. Introduction to Protein Structure. New York, NY: Garland Publishing. ISBN 0-8153-2305-0.
- Irwin H. Segel. Enzyme Kinetics: Behavior and Analysis of Rapid Equilibrium and Steady-State Enzyme Systems (Book 44 изд.). Wiley Classics Library. ISBN 0471303097.

## Spoljašnje veze
- 1L-myo-inositol+1-phosphate+cytidylyltransferase на 